# Abbaye du Lieu-des-Dames de Boulancourt
À ne pas confondre avec l'abbaye de Boulancourt, également cistercienne, mais masculine et située à proximité de celle-ci.
Le monastère du Lieu-des-Dames est une ancienne abbaye féminine cistercienne située sur la commune de Longeville-sur-la-Laines dans le département de la Haute-Marne, région Champagne-Ardenne.

## Histoire
Saint-Bernard, l'abbé de Clairvaux fait bâtir une maison, pour réunir en communauté des vierges placées sous la règle cistercienne, à environ un grand quart de lieue de l'abbaye de Boulancourt. Le monastère est placé sous la garde et sous la dépendance des religieux de l'abbaye, qui sont chargés de la desservir ; et la règle cistercienne y est ponctuellement observée. On appelle ce monastère le Lieu des-Dames-lez-Boulancourt, Locus Dominarum prope Bullencuriam.
Corbet souligne la fragilité des établissements féminins ruraux durant tout le Moyen Âge, et celle aussi de la difficulté de cohabitation à peu de distance d’établissements masculins et de communautés féminines.
Joseph-Marie Canivez indique « qu’il était contraire aux statuts de Cîteaux d’admettre des femmes à proximité des monastères d’hommes, ces moniales ne purent demeurer en ces lieux et le monastère a laissé peu de souvenirs. », et ne compte pas le Lieu-des-Dames au nombre des établissements de moniales cisterciennes.
La communauté aurait survécu et perduré jusqu’au XVIe siècle. À une date inconnue, l'église et le Lieu-des-Dames sont ruinés par les guerres, et les religieuses transportées autre part. Au XVIIe siècle, une grange et une modeste chapelle existe à l'endroit du couvent disparu. La chapelle, dédiée à sainte Asceline, est ruinée pendant la Révolution, elle reconstruite avec les débris de l'ancienne.

## Abbesses
- ~1184 : Sainte Asceline, Ascelina ou Aszelina (✝ 1195), proche parente de saint Bernard [5].

## Patrimoine foncier
On trouve dans le cartulaire de l'abbaye de Notre-Dame de Boulancourt plusieurs biens désignés par des noms qui rappellent le Lieu-des Dames, ainsi : le moulin-aux-Dames, le bois-des-Dames, la ferme-des-Dames, etc. Les biens de cette maison ruinée auront, en partie sans doute, été réunis à l'abbaye de Notre-Dame dont elle dépendait.